# Supercoppa italiana 2018 (hockey su pista)
La Supercoppa italiana 2018 è stata la 14ª edizione dell'omonima competizione di hockey su pista. La manifestazione ha avuto luogo dal 22 al 29 settembre 2018.
Il trofeo è stato conquistato dall'Amatori Lodi per la seconda volta nella sua storia.

## Squadre partecipanti
| Club         | Qualificazione               | Partecipazioni precedenti (il grassetto indica la vittoria) |
| ------------ | ---------------------------- | ----------------------------------------------------------- |
| Amatori Lodi | Vincitore della Serie A1     | 2008, 2012, 2016, 2017                                      |
| Follonica    | Vincitore della Coppa Italia | 2005, 2006, 2007, 2008, 2009, 2010                          |

## Risultati
| Squadra 1 | Totale | Squadra 2    | Andata | Ritorno |
| --------- | ------ | ------------ | ------ | ------- |
| Follonica | 2 - 4  | Amatori Lodi | 1 – 1  | 1 - 3   |

### Partita di andata
| Arbitri: | Ferrari (Viareggio) Iuorio (Salerno) |

|                     |           |                  |
| M. Rodríguez 49'41" | Marcatori | 26'54" A. Verona |

| Follonica       |  |                      |
|                 |  |                      |
| P               |  | Giovanni Menichetti  |
| E               |  | Federico Pagnini (c) |
| E               |  | Mario Rodríguez      |
| E               |  | David Gelmà Paz      |
| E               |  | Marco Pagnini        |
| E               |  | Davide Banini        |
| E               |  | Stefano Paghi        |
| E               |  | Francesco Banini     |
| E               |  | Serse Cabella        |
| P               |  | Gabriele Irace       |
| Allenatore:     |  |                      |
| Enrico Mariotti |  |                      |

| Amatori Lodi |  |                       |
|              |  |                       |
| P            |  | Valentín Grimalt      |
| E            |  | Domenico Illuzzi (c)  |
| E            |  | Luís Querido          |
| E            |  | Alessandro Verona     |
| E            |  | Andrea Malagoli       |
| E            |  | Francesco De Rinaldis |
| E            |  | Juan Fariza           |
| E            |  | Mattia Gori           |
| P            |  | Rubens Gilli          |
| Allenatore:  |  |                       |
| Luca Giaroni |  |                       |

### Partita di ritorno
| Arbitri: | Fronte (Novara) Stallone (Giovinazzo) |

|                                                 |           |                   |
| Illuzzi 13'17" A. Verona 25'46" Malagoli 47'49" | Marcatori | 29'49" M. Pagnini |

| Amatori Lodi |  |                       |
|              |  |                       |
| P            |  | Valentín Grimalt      |
| E            |  | Domenico Illuzzi (c)  |
| E            |  | Luís Querido          |
| E            |  | Alessandro Verona     |
| E            |  | Andrea Malagoli       |
| E            |  | Francesco Compagno    |
| E            |  | Juan Fariza           |
| E            |  | Francesco De Rinaldis |
| E            |  | Mattia Gori           |
| P            |  | Rubens Gilli          |
| Allenatore:  |  |                       |
| Nuno Resende |  |                       |

| Follonica       |  |                      |
|                 |  |                      |
| P               |  | Giovanni Menichetti  |
| E               |  | Federico Pagnini (c) |
| E               |  | Mario Rodríguez      |
| E               |  | David Gelmà Paz      |
| E               |  | Marco Pagnini        |
| E               |  | Davide Banini        |
| E               |  | Stefano Paghi        |
| E               |  | Francesco Banini     |
| E               |  | Serse Cabella        |
| P               |  | Gabriele Irace       |
| Allenatore:     |  |                      |
| Enrico Mariotti |  |                      |